# Forty Licks
Forty Licks är ett samlingsalbum med låtar av The Rolling Stones. Albumet släpptes den 30 september 2002 och innehåller låtar inspelade mellan 1964 och 2002. På skivan finns 36 stycken gamla klassiker och 4 nyinspelade sånger, "Don't Stop", "Keys To Your Love", "Stealing My Heart" och "Losing My Touch".

## Låtlista
Alla låtar skrivna av Mick Jagger och Keith Richards om inte annat framgår.

### Skiva 1
1. "Street Fighting Man" - 3:15
2. "Gimme Shelter" - 4:31
3. "(I Can't Get No) Satisfaction" - 3:43
4. "The Last Time" - 3:40
5. "Jumpin' Jack Flash" - 3:42
6. "You Can't Always Get What You Want" - 7:28
7. "19th Nervous Breakdown" - 3:56
8. "Under My Thumb" - 3:41
9. "Not Fade Away" (Charles Hardin, Norman Petty) - 1:48
10. "Have You Seen Your Mother Baby?" - 2:35
  - Låtens ursprungliga namn, "Have You Seen Your Mother, Baby, Standing in the Shadow?" har kortats för detta album
11. "Sympathy for the Devil" - 6:17
12. "Mother's Little Helper" - 2:46
13. "She's a Rainbow" - 4:12
14. "Get Off of My Cloud" - 2:55
15. "Wild Horses" - 5:43
16. "Ruby Tuesday" - 3:13
17. "Paint It Black" - 3:44
18. "Honky Tonk Women" - 2:59
19. "It's All Over Now" (Bobby Womack, Shirley Jean Womack) - 3:26
20. "Let's Spend the Night Together" 3:26

### Skiva 2
1. "Start Me Up" - 3:33
2. "Brown Sugar" - 3:50
3. "Miss You" - 3:35
4. "Beast of Burden" - 3:28
5. "Don't Stop" - 3:59
6. "Happy" - 3:05
7. "Angie" - 4:32
8. "You Got Me Rocking" - 3:34
9. "Shattered" - 3:46
10. "Fool to Cry" - 4:07
11. "Love Is Strong" - 3:48
12. "Mixed Emotions" - 4:00
13. "Keys to Your Love" - 4:11
14. "Anybody Seen My Baby?" (Mick Jagger, Keith Richards, K.D. Lang, Ben Mink) - 4:07
15. "Stealing My Heart" - 3:42
16. "Tumbling Dice" - 3:47
17. "Undercover of the Night" - 4:13
18. "Emotional Rescue" - 3:41
19. "It's Only Rock 'N Roll (But I Like It)" - 4:09
20. "Losing My Touch" - 5:06